# Arctacaridae
Famille
Les Arctacaridae Evans, 1955 sont une famille d'acariens Mesostigmata, la seule des Arctacariae. Elle contient deux genres et six espèces.

## Classification
- Arctacarus Evans, 1955
- Proarctacarus Makarova, 2003